# Jesu heliga hjärta

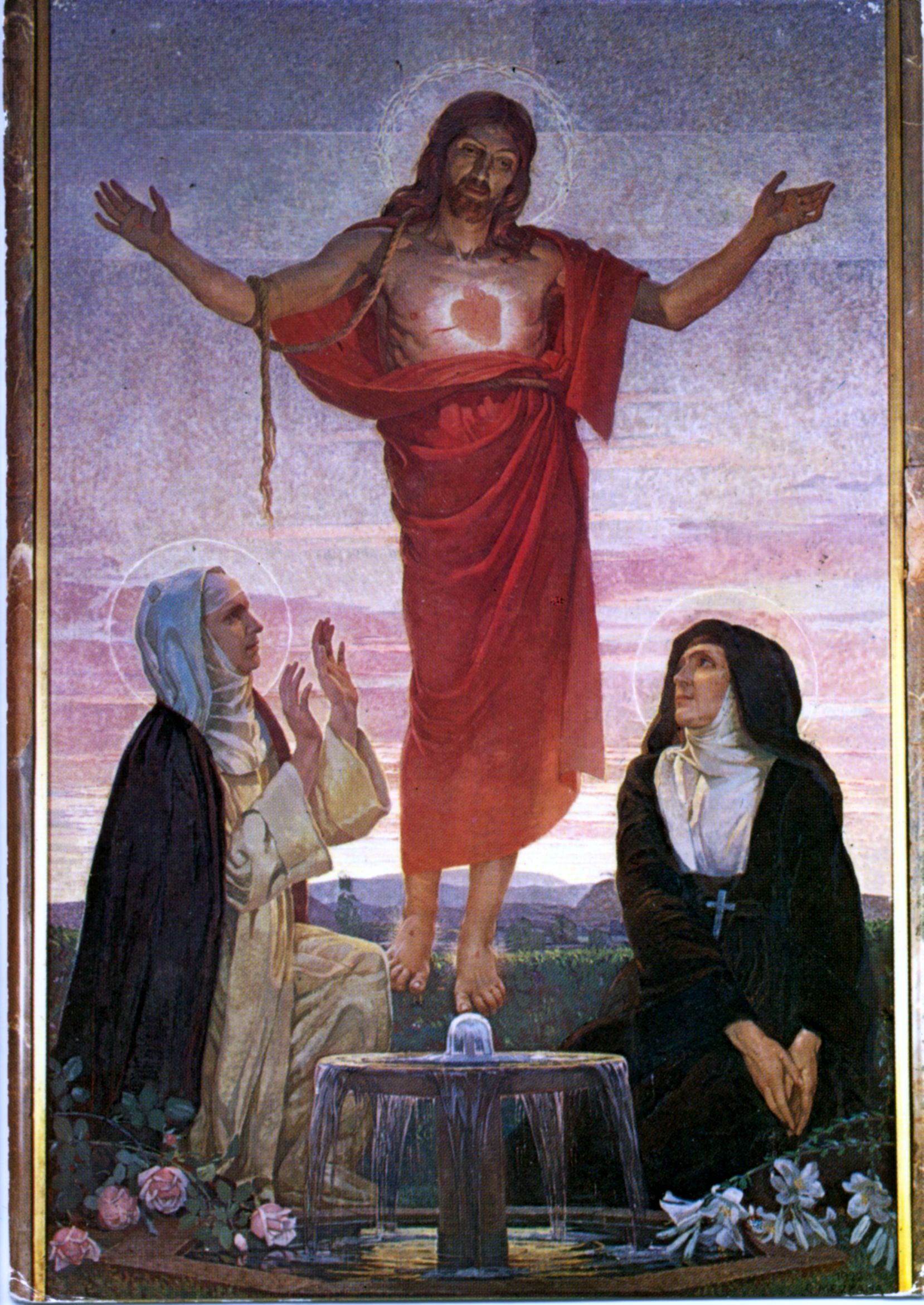
Jesu heliga hjärta.

Jesu heliga hjärta betecknar en kristen andakt inför Jesu hjärta som representerar den gudomliga kärleken. Liturgiskt firas Jesu heliga hjärta den tredje fredagen efter pingst.
Andakten till Jesu heliga hjärta förekommer främst inom Romersk-katolska kyrkan, men även i vissa strömningar inom anglikanska kyrkan. Ursprunget till den moderna utformningen av teologin bakom Jesu heliga hjärta går tillbaka till den franska nunnan Marguerite Marie Alacoques uppenbarelser.